# Antero Abreu
Antero Alberto de Abreu (Luanda, 22 de febrer de 1927 - 16 de març de 2017) va ser un polític i poeta angolès.
Va estudiar dret a les universitats de Coïmbra i Lisboa, publicant alguns poemes al butlletí de la Casa dos Estudantes do Império. Després va tornar a Angola per exercir. Com a activista anticolonial, va començar a escriure poesia sobre el tema, que va ser notat i recollit per diverses revistes i publicacions. Es manté com un escriptor prolífic fins a la seva mort, i va ser membre fundador de la União dos Escritores Angolanos.
També va ser segon fiscal general de la República Popular d'Angola i ambaixador a Itàlia.

## Obres
- A tua Voz Angola (1978), Luanda, União dos Escritores Angolanos
- Poesia Intermitente (1978), (1987, Lisboa, Edições 70)
- Permanência (1979), (Lisboa, Edições 70)
- Textos sem Pretexto (1992).